# Sparkasse Pfullendorf-Meßkirch
Die Sparkasse Pfullendorf-Meßkirch ist eine öffentlich-rechtliche Sparkasse mit Hauptsitz in Pfullendorf im Landkreis Sigmaringen in Baden-Württemberg.

## Geschäftsdaten
Die Sparkasse Pfullendorf-Meßkirch wies im Geschäftsjahr 2023 eine Bilanzsumme von 1,043 Mrd. Euro aus und verfügte über Kundeneinlagen von 742,89 Mio. Euro. Gemäß der Sparkassenrangliste 2023 liegt sie nach Bilanzsumme auf Rang 317. Sie unterhält 14 Filialen/Selbstbedienungsstandorte und beschäftigt 139 Mitarbeiter.